# GS Peristeri
GS Peristeri (griechisch ΓΣ Περιστέρι), vollständig Gymnastikos Syllogos Peristeriou (griechisch Γυμναστικός Σύλλογος Περιστερίου), ist eine griechische Basketballmannschaft aus dem gleichnamigen Vorort Athens Peristeri.

## Geschichte
1971 gegründet, gehörte Peristeri in den 1990er Jahren zu den bedeutendsten Vereinen Griechenlands. Während dieses Zeitraums war der Verein dauerhaft international vertreten und in der Saison 2000/2001 nach der regulären Spielzeit sogar auf dem zweiten Platz der A1 Ethniki. Im Jahr 2000 gehörte der Verein zu den Teilnehmern der neu gegründeten EuroLeague und stellte mit Alphonso Ford den erfolgreichsten Korbjäger des Wettbewerbs. Zudem erreichte man in der Saison 2000/01 nach der Hauptrunde den zweiten Platz, punktgleich mit dem Titelverteidiger und Ersten Panathinaikos Athen. In den Play-offs schied man jedoch im Halbfinale gegen Olympiakos Piräus aus. Nach einer weiteren Teilnahme an der EuroLeague (2001/2002) und Teilnahmen am FIBA EuroCup Challenge (2002/2003) sowie dem FIBA EuroCup (2003/2004) folgte aufgrund einer Insolvenz der Zwangsabstieg in die dritte griechische Liga (B Ethniki). 2007 stieg der Verein in die A2 Ethniki auf. Zwischen 2009 und 2013 spielte Peristeri in der erneut höchsten griechischen Spielklasse.
2023 erreichte Peristeri das Endspiel um den griechischen Vereinspokal. Im Verlauf des Wettbewerbs bezwang der Verein überraschend die favorisierten Mannschaften von AEK und PAOK, ehe er im Finale mit 57:83 an Olympiakos scheiterte. Für Peristeri war dies der größte Erfolg auf nationaler Ebene.
In der Saison 2023/2024 nahm Peristeri an der Basketball Champions League teil. Das von Vasilios Spanoulis trainierte Team konnte sich für das Final-Four-Turnier qualifizieren und erreichte dort den vierten Platz. 

## Bedeutende oder bekannte ehemalige Spieler
Bedeutende Spieler aus Peristeris erfolgreichsten Zeiten in den 1980er und 1990er Jahren waren u. a. der spätere NBA-Spieler Marko Jarić, der Europameister und zweifacher Euroleaguesieger Konstantinos Tsartsaris sowie der langjährige Mannschaftskapitän Angelos Koronios, der lange Jahre die Statistiken für die meist erzielten Punkte in der A1 Ethniki anführte.
| - Argiris Pedoulakis 1977–86, 1993–95 - Angelos Koronios 1986–98 - Audie Norris 1993/94 - / Milan Gurović a.k.a. Milan Malatras 1993–98 - Priest Lauderdale 1995/96 - / Marko Jarić a.k.a. Marko Latsis 1996–98 - Alphonso Ford 1999–2001 - Konstantinos Tsartsaris 1999–2002 - Michalis Pelekanos 1999–2004 - / Alexei Sawrasenko a.k.a. Alexis Amanatidis 2000/01 | - Alexander Kühl 2001/02 - Andreas Glyniadakis 2001/02 - Byron Dinkins 2002/03 - Dimitrios Mavroeidis 2002–05 - Pete Mickeal 2003/04 - Giannis Sioutis 2003/04 - Hryhorij Chyschnjak 2003/04 - Dimitrios Tsaldaris 2004/05 - Antonis Mantzaris 2004–11, 2012/13 - Vangelis Mantzaris 2007–11 | - Cliff Hammonds 2009/10 - Spencer Nelson 2009/10 - / Michael Bramos 2009/10 - / Marcus Faison 2009/10 - / Julian Sensley 2010/11 - Dimitris Papanikolaou 2010/11 - Eric Boateng 2011/12 - Smush Parker 2013 |

## Bedeutende oder bekannte ehemalige Trainer
- Argiris Pedoulakis